# Zdroje (województwo zachodniopomorskie)
Zdroje (niem. Finkenwalde) – osada w Polsce, położona w województwie zachodniopomorskim, w powiecie świdwińskim, w gminie Połczyn-Zdrój, w sołectwie Ogrodno.
W latach 1975–1998 miejscowość należała administracyjnie do województwa koszalińskiego.
W okolicy miejscowości swoje źródła ma rzeka Drawa (53°43′10″N 16°08′57″E/53,719444 16,149167), 1 km na północny wschód od północnego skraju rezerwatu przyrody „Dolina Pięciu Jezior”.
W pobliżu prowadzi znakowany niebieski turystyczny Szlak Szwajcarii Połczyńskiej z Połczyna-Zdroju do Czaplinka.

## Nazwa
12 listopada 1946 r. nadano miejscowości polską nazwę Zdroje.